# Pražské předměstí (České Budějovice)
Pražské předměstí je část Českých Budějovic ležící severně od centra města přibližně mezi Mlýnskou stokou a ulicemi Pražská třída, Pekárenská a Nádražní, na východ od Pražského sídliště.

## Historie a popis
Předměstí se vyvinulo z původně samostatné osady Staré Město a zástavby roztroušené podél Pražské silnice a Dlouhé cesty, tedy dnešní ulice Na Sadech.[zdroj?] Převážnou část volné plochy zabírala příslušenství šosovních dvorů, malá hospodářství a zahrady měšťanů. Nejstarším objektem v oblasti byl Špitálský dvůr, který se nacházel na rohu ulic Pekárenské a Pražské, v těsné blízkosti nejstaršího osídlení na územní Českých Budějovic, osady Budivojovice v okolí Kostela svatého Jana Křtitele a svatého Prokopa (dnešní Pražské sídliště).
V letech 1819–1820 byl na rohu dnešních ulic Jírovcova a Riegrova postaven hostinec, divadelní sál a středisko společenského života dům Alžír (název odvozen od označení přilehlé části Jírovcovy ulice), ve kterém mj. později vystupovala např. i Ema Destinnová nebo herec Národního divadla Jindřich Mošna.

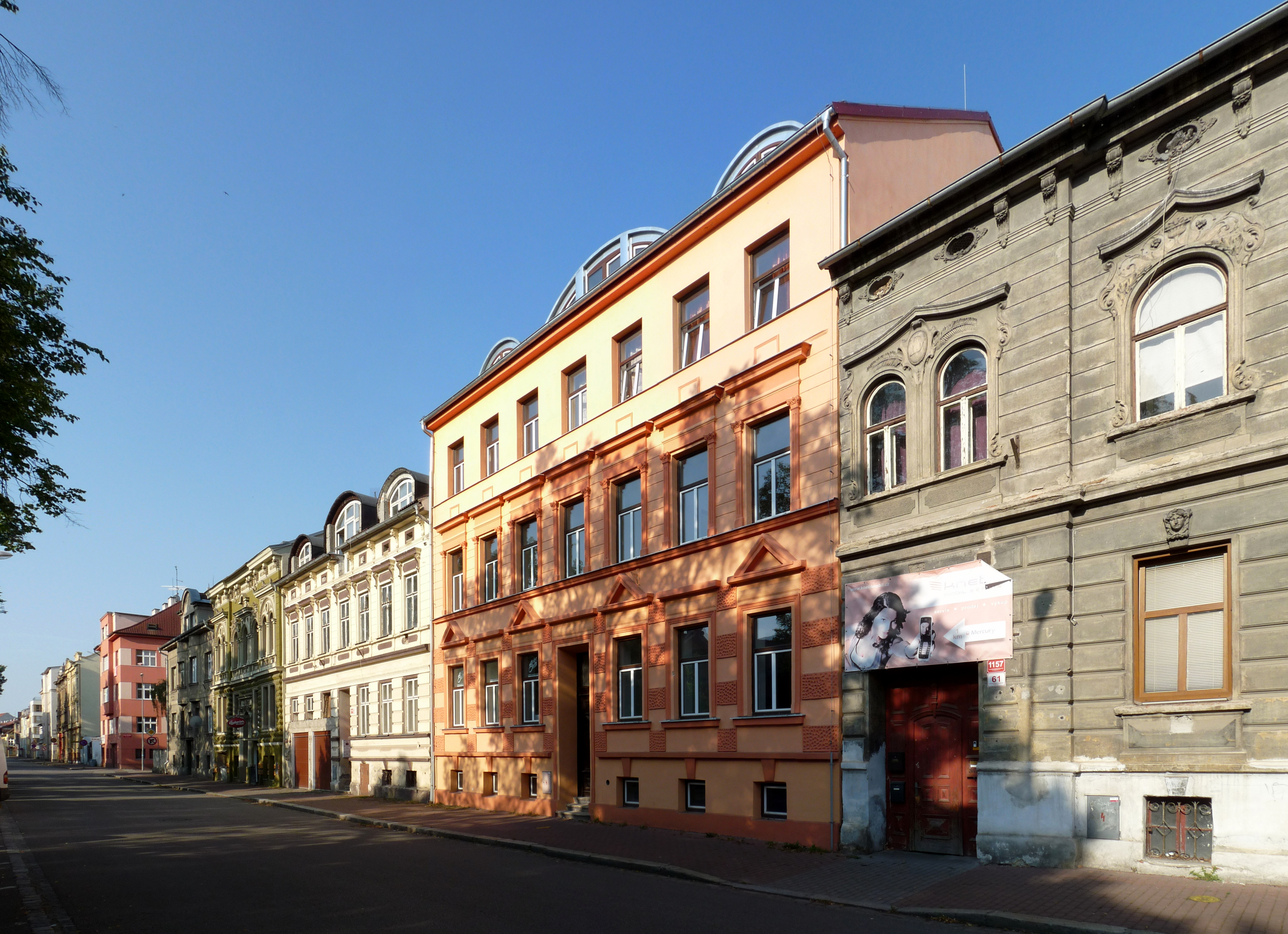
Otakarova ulice

Skutečné nové předměstí se začalo utvářet až v 19. století, zejména po roce 1848. Hranici se současně se vyvíjejícím Vídeňským předměstím tvořila Nová ulice. Bývalá pole byla osídlována přistěhovalci z české části jihočeského venkova, převážně nemajetnými lidmi, kteří hledali obživu jako dělníci v rozvíjejícím se průmyslu. Pražské předměstí mělo od začátku charakter obytné čtvrti, budované na důsledném pravoúhlém schématu. V letech 1904–1921 mělo postavení osady, předtím i potom jen městské čtvrti. Na severním okraji byla v letech 1894–1895 postavena dělostřelecká kasárna, na místě Špitálského dvora byly postaveny vojenské pekárny (odtud název Pekárenské ulice), dále v letech 1893–1895 zde byla vybudována také městská jatka, koncem století byl ve Skuherského ulici zřízen národní podnik Latzmannova tužkárna a v letech 1894–1895 také Český akciový pivovar. Dostatek volného prostoru umožnil také výstavbu nových škol: například původní budovy Gymnázia Jana Valeriána Jirsíka z roku 1868 ve Skuherského ulici a jeho novou budovu z roku 1903 v ulici Fráni Šrámka.
V letech 1963-1966 byla zbořena značná část staré zástavby na severní straně Pekárenské ulice a byly zde postaveny panelové domy typu T06B, čímž vzniklo Sídliště U Pekárenské.
Po roce 1989 charakter předměstí výrazně ovlivnila výstavba nákupních center v křížení Pražské a Strakonické ulice. V letech 2003 a 2004 byl areál bývalých vojenských pekáren přestavěn na nákupní centrum IGY.
V současnosti jde o urbanistickou jednotku, která je součástí městské části České Budějovice 3.

## Pamětihodnosti
V oblasti předměstí stojí řada významných budov. Kromě budovy prvního místního gymnázia, například církevní stavby jako kostel svatého Václava z roku 1870, nebo Husův sbor z roku 1924 na Palackého náměstí a evangelistický kostel v ulici 28. října. Další významnou stavbou je i Clarion Congress Hotel.

## Ulice
Pražské předměstí tvoří tyto ulice:
- Riegrova
- J. Š. Baara
- Bedřicha Smetany
- Skuherského
- Fráni Šrámka
- Pekárenská
- Pražská
- Kostelní
- 28. října
- Dr. Tůmy
- Jírovcova
- Otakarova
- J. Plachty
- Lipenská
- Jeremiášova

## Galerie

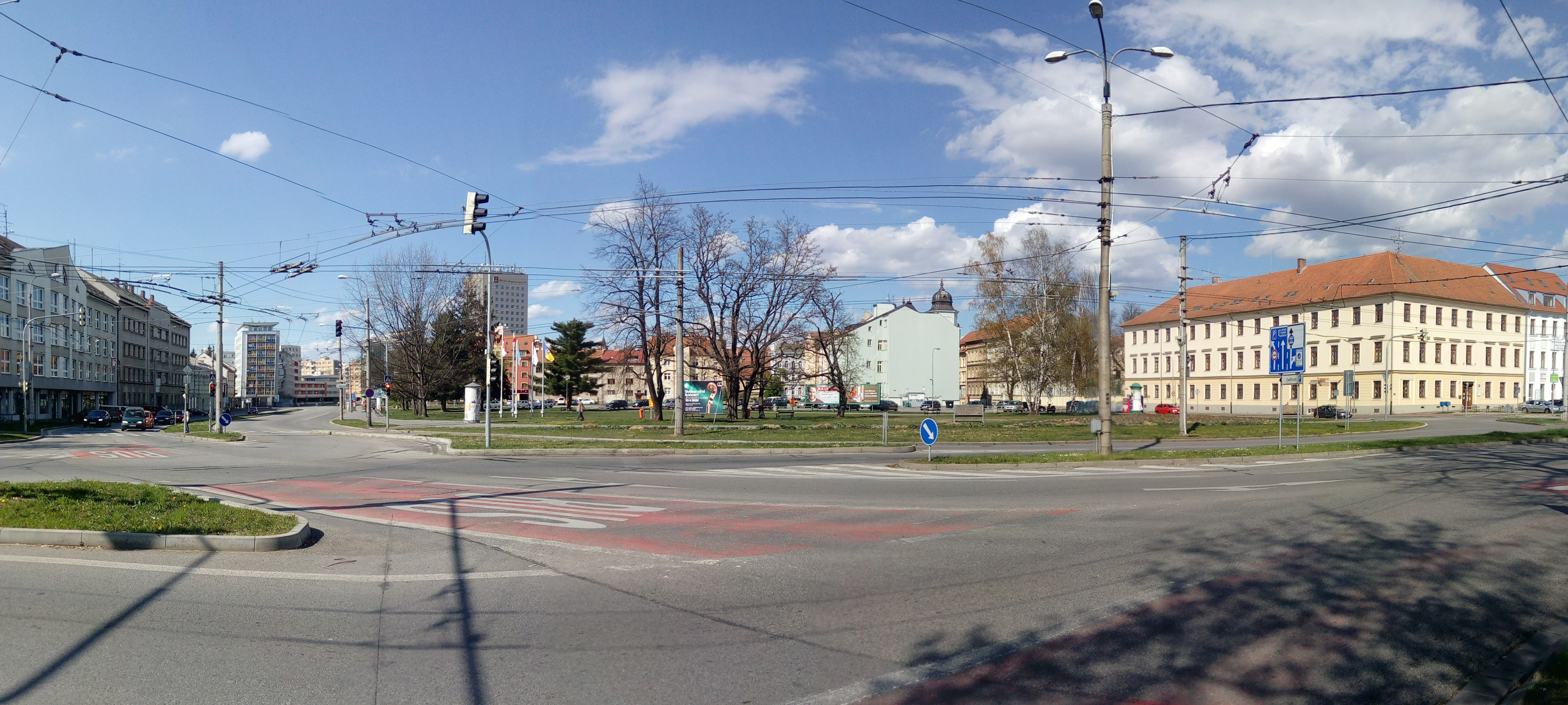
Mariánské náměstí, pohled od jihu
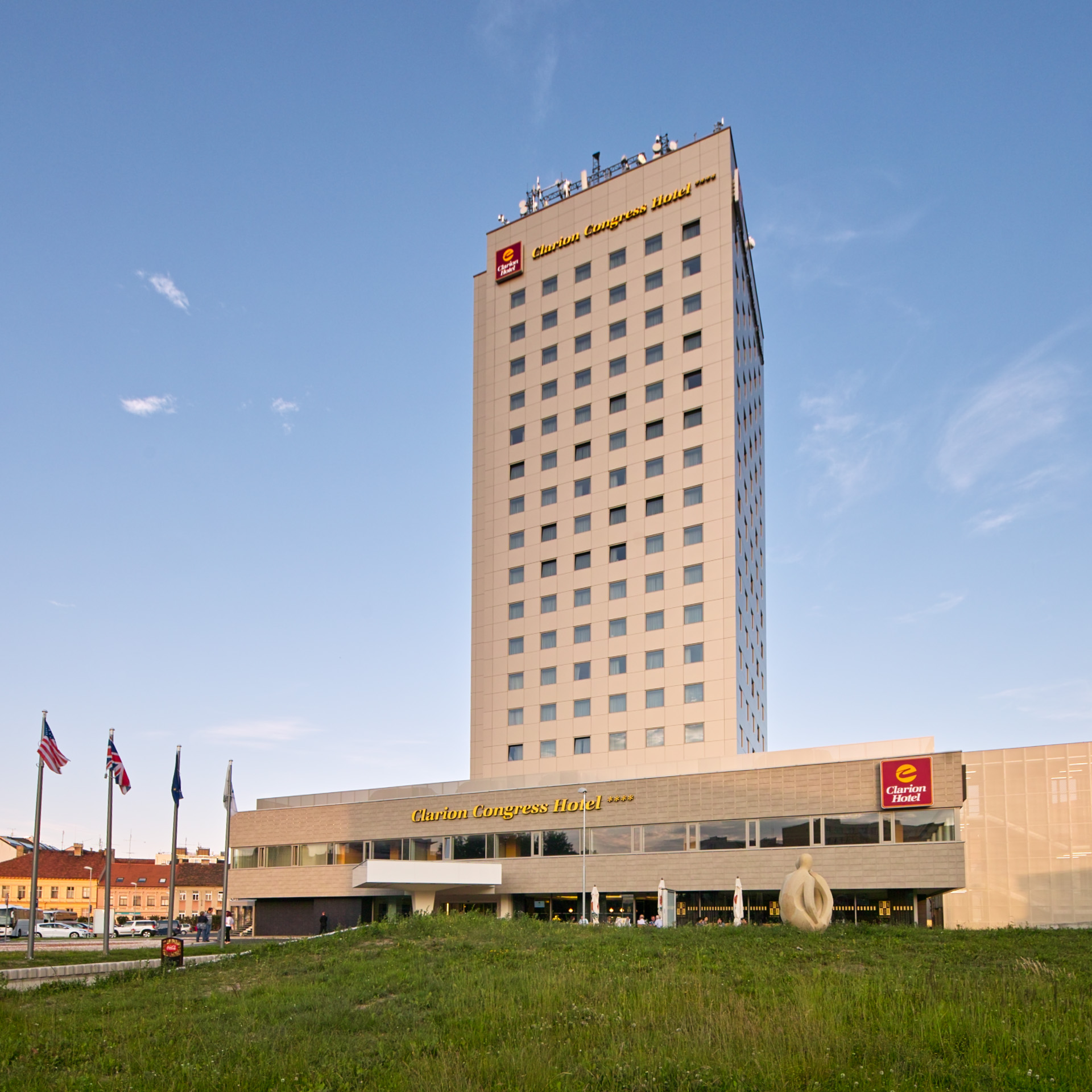
Clarion Congress Hotel
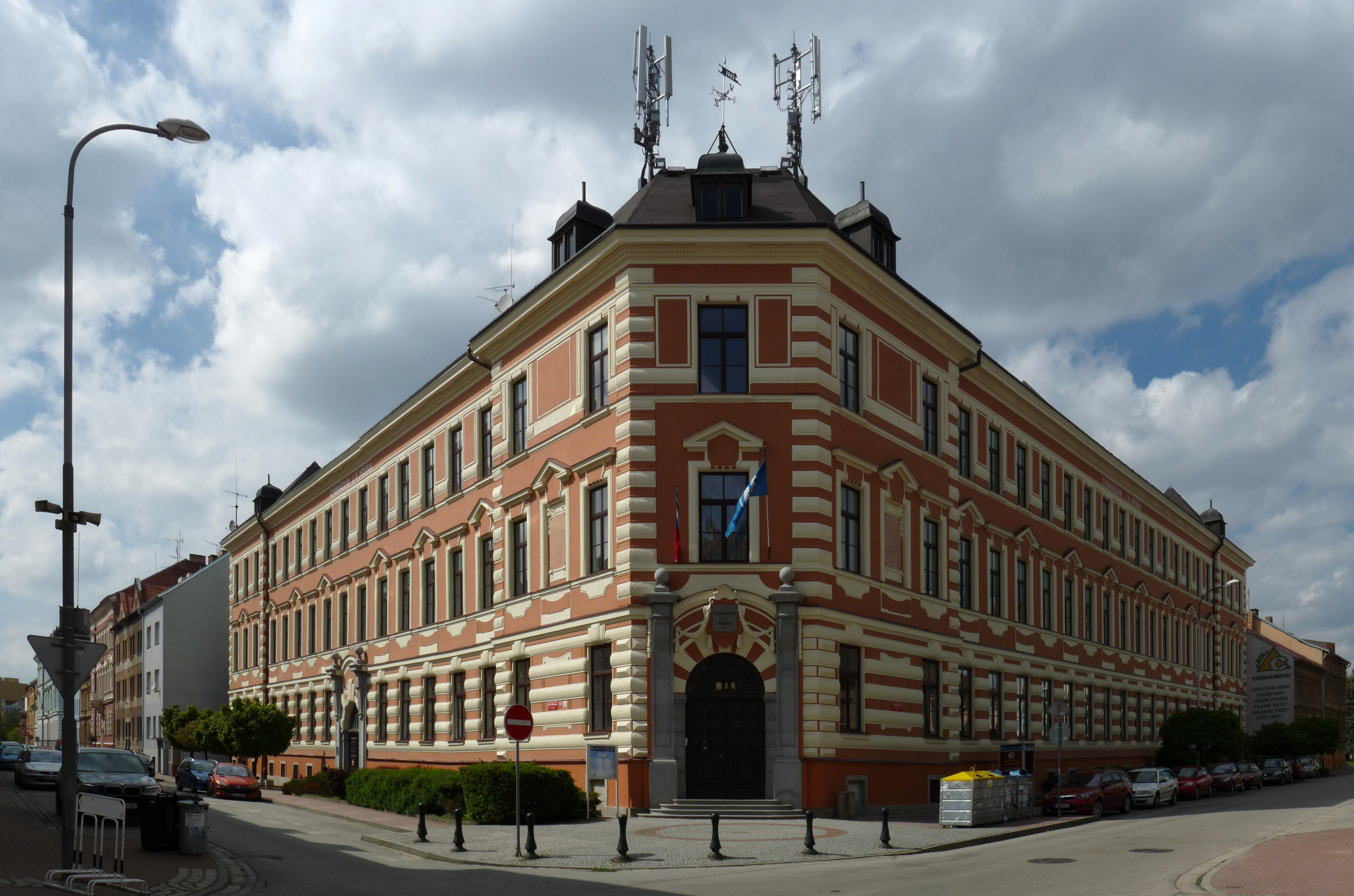
Gymnázium J. V. Jirsíka
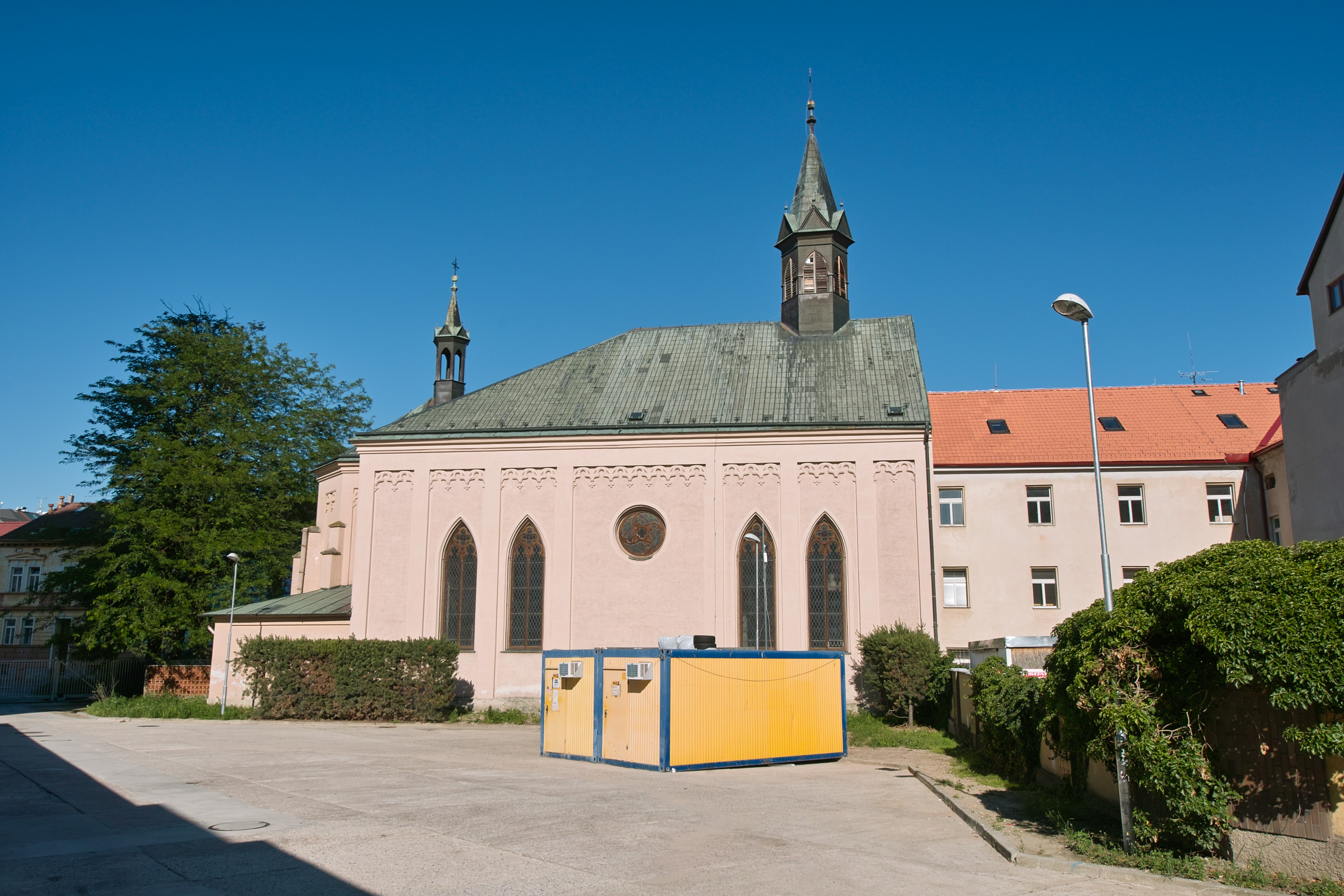
Kostel svatého Václava